# 堅偉度
堅偉度 QC（1942年11月21日—2021年3月15日），加拿大政治人物，1996年-2001年間以卑詩新民主黨黨員身份擔任卑詩省議會溫哥華菲沙圍選區議員，期間曾任該省內閣廳長。在此之前他則從1979年-1993年間以加拿大新民主黨黨員身份擔任加拿大國會下議院議員，先後代表卑詩省的溫哥華京士威選區和滿地寶—高貴林選區。

## 早年生活和事業
堅偉度生於蘇格蘭格拉斯哥，父母分別為電工和侍應，5歲時一家遷居加拿大安大略省士嘉堡，其後則在怡陶碧谷長大。他到多倫多大學修讀歷史，1963年從該校獲取文學士學位，同年從安大略教育學院取得教育文憑後到多倫多的西部理工中學（Western Tech）任教。他其後返回多大修讀法律，1967年從該校獲取法學士學位，後再從倫敦政治經濟學院取得國際法碩士學位。
他有感上加拿大律師會（現安大略省律師會）的作風過於保守拘謹，因此未有在安大略省執業，學成後到卑詩省溫哥華一家律師事務所實習。他於1971年-72年間任職溫哥華市政府助理檢控官，後則任溫哥華社區法律援助協會的法律總監，期間參與加拿大首宗集體訴訟。他從1974年-77年間出任馬更些河谷輸油管項目諮詢會的特別律師，1977年-79年間則與另一名律師合夥營辦事務所。

## 從政
堅偉度年輕時曾支持聯邦自由黨，認為該黨是團結加拿大英語系和法語系國民的首選，並加入多倫多大學的自由黨青年會，1962年聯邦大選競選期間曾任黨魁萊斯特·皮爾遜的司機。他在倫敦政治經濟學院進修期間開始支持社會民主主義，加上他遷居溫哥華後察覺卑詩自由黨的立場傾向保守，遂開始支持卑詩新民主黨並於1969年省選協助該黨候選人競選。
他於1977年贏取聯邦新民主黨候選人資格，1979年聯邦大選代表該黨競逐國會下議院溫哥華京士威選區議席，以45%得票率擊敗尋求連任的自由黨候選人霍特（Simma Holt）首度當選下議員，並於1980年和1984年聯邦大選連任該區下議員。他於1980年-83年間出任新民主黨的能源評議員，其後則任經濟發展、就業、漁業和通訊等範疇的評議員。
自由黨籍總理杜魯多於1980年代初爭取加拿大從英國取回立憲權，期間堅偉度參與草擬《1982年憲法法令》第35節和《1867年憲法法令》第92A節，前者確保加拿大原住民權益受憲法保護，後者則擴大各省政府有關非再生天然資源之操控權。
溫哥華京士威選區於1988年聯邦大選前解散，堅偉度於該屆大選改為競逐新成立的滿地寶—高貴林選區國會議席並告當選，在該屆國會出任新民主黨的司法評議員。博德賓（Ed Broadbent）於1989年辭任聯邦新民主黨黨魁，堅偉度則參與同年舉行的黨魁選舉，在首輪投票中排名第六後棄選。1993年聯邦大選，他在滿地寶—高貴林選區以21%得票率排名第三而落選，國會議員生涯遂告終結。
1996年卑詩省省選，堅偉度代表卑詩新民主黨競逐省議會溫哥華菲沙圍選區議席，以380票之差擊敗自由黨候選人高志華當選省議員。他於1998年2月獲省長簡嘉年任命為小型企業、旅遊及文化廳長，任內協助溫哥華—威士拿申辦2010年冬季奧運會，並引入電影製作稅務抵免項目，促進卑詩省電影業發展。新任省長杜新志於2000年11月改組內閣，堅偉度調任環境、土地及公園廳長。受多項不利因素影響，新民主黨於2001年省選中大敗，堅偉度亦以4500多票之差敗予自由黨候選人莊信德，無緣連任省議員。
國會下議院溫哥華京士威選區議席重新創設後，堅偉度先後於2004年和2006年聯邦大選代表新民主黨出戰該區，但兩次皆不敵自由黨候選人艾民信而未能重返國會。他在2004年聯邦大選前公開承認雙性戀身份。

## 離開政壇、去世
堅偉度離開選舉政治後成立顧問公司，協助客戶與各級政府和原住民部族交涉，2013年則成為御用大律師。他於2015年參與製作紀錄片《下降：為何年輕人不投票》（The Drop: Why Young People Don't Vote），憑藉該片於2016年比華利山電影節與另外兩人共同贏取最佳監製。他於2002年出版小説，2018年則出版自傳《薪火相傳》（Take the Torch）。
他於2021年3月15日因心臓病在溫哥華家中去世，享年78歲。

## 外部連結
- （英文）官方网站
- （英文）加拿大國會圖書館網站 堅偉度議員簡介 （页面存档备份，存于）
- （英文）卑詩省議會網站 堅偉度議員簡介 （页面存档备份，存于）